# Kh-25
Les missiles Kh-25 et Kh-25M (en russe : « Х-25 »), nom de code OTAN : AS-10 « Karen », sont une famille de missiles air-sol légers soviétiques puis russes, équipés de divers types de guidage et d'une portée de 10 km. La version antiradar Kh-25MP est désignée AS-12 « Kegler » par l'OTAN et a une portée de près de 40 km.
Conçu par la firme Zvezda-Strela, le Kh-25 est un dérivé de leur précédent missile, le Kh-23 (OTAN : AS-7 « Kerry »), et a été remplacé par la famille Kh-38. Il reste cependant largement utilisé.

## Développement
Conçu à partir d'un missile air-air, le Kh-66 télécommandé fut le tout premier missile air-sol de l'Union soviétique, entré en service en 1968. Il se révéla cependant compliqué à utiliser, l'avion tireur devant maintenir un plongé vers sa cible pour pouvoir le guider.
Le Kh-23 est une version avec radio-guidage qui fut testée pour la première fois en 1968. Mais, des problèmes avec son système de guidage firent qu'il n'entra pas en service avant cinq ans supplémentaires. En conséquence, décision fut prise de lancer le développement d'une version à guidage par laser semi-actif du missile, qui deviendrait le Kh-25. Il fut d'abord connu à l'Ouest sous la désignation de Kh-23L. Les tests de l'état commencèrent le 24 novembre 1974 et le Kh-25 entra en production en 1975. 
En 1972, des travaux furent initiés pour la mise au point d'une version antiradar du Kh-66, équipée d'un autodirecteur radar passif et d'un pilote automatique SUR-73. Ce projet mènera d'ailleurs également à la création du missile antiradar à longue portée Kh-31. Le Kh27 commença les tests de l'état sur un MiG-27 le 8 août 1975, mais n'entra pas en service avant le 2 septembre 1980. On lui attribua la désignation OTAN d'« AS-12 Kegler », et il remplaça en-fait le missile Kh-28, bien plus lourd. 
En 1973, Victor Bugaiskii fut nommé ingénieur-en-chef du bureau d'études et démarra des travaux visant à combiner les Kh-23M, Kh-25 et Kh-27 en un système unique modulaire, afin de réduire les coûts et augmenter la disponibilité tactique. Ce fut chose faite en 1978, avec l'apparition des Kh-25MP (antiradar), Kh-ML (guidage laser) et Kh-25MR (radio-guidé). l'OTAN continua malgré- tout à désigner ces systèmes respectivement AS-12 et AS-10, même si dès lors ils étaient interchangeables par le biais d'un simple changement d'autodirecteur.

## Caractéristiques
Le Kh-25 est très similaire à la dernière version du Kh-23, avec des empennages et des gouvernes disposées en cruciforme. Le Kh-25MP peut être équipé de deux versions différentes de son autodirecteur, les 1VP et 2VP, sensibles à deux fréquences différentes.

## Histoire opérationnelle
Le Kh-25 original entra en service dans la force aérienne soviétique entre 1973 et 1975, équipant les MiG-23, MiG-27 et Su-17M. Il a depuis été certifié sur les MiG-21, MiG-29, les Su-17, Su-20, Su-22, Su-24, Su-25 et Su-27.
Il peut également être emporté par des hélicoptères d'attaque comme le Kamov Ka-50.
Le Kh-25MP peut être monté sur les MiG-23, MiG-27, Su-17, Su-22, Su-24 et le Su-25.

## Versions
L'OTAN se réfère à toute la famille du Kh-25 sous le nom d'AS-10 « Karen », à l'exception des versions antiradars. Le suffixe « M » est issu de « Modulnaya », qui veut dire « modulaire » en russe. Cette caractéristique concerne l'autodirecteur du missile.
- Kh-25 (Izdeliye 71, Kh-23L) : Version originale guidée par laser.
- Kh-25ML : Guidage laser semi-actif et charge militaire constituée d'une double charge creuse en tandem, capable de pénétrer 1 m de béton[9].
- Kh-25MA : Guidage par radar actif, disponible pour la première fois à l'export en 1999[5].
- Kh-25MAE : Évolution du Kh-25MA, annoncée à l'exportation en août 2005, avec un autodirecteur radar actif en bande Ka (probablement un modèle de la firme Phazotron). Il peut détecter un char à une distance de 4 km et peut également être utilisé sur le Kh-25MA[9].
- Kh-25MS : Navigation par satellite, systèmes « GPS » ou « GLONASS »[5] (un système de positionnement global en Russie).
- Kh-25MSE : Version d'exportation du Kh-25MS, annoncée en août 2005[9].
- Kh-25MT : Guidage TV[5].
- Kh-25MTP : Version à guidage infrarouge du Kh-25MT[4],[5].
- Kh-25R / Kh-25MR : Versions radio-commandées[5], équipées d'un charge militaire plus importante (140 kg)[4].

Dans la série des AS-12 « Kegler »:
- Kh-27 / Kh-27M : Missile antiradar original.
- Kh-25MP : Version antiradar modulaire[6].
- Kh-25MPU : Kh-25MP amélioré [6].

Les versions d'entraînement possèdent un suffixe contenant un « U »:
- Kh-25MUL : Kh-25ML d'entraînement au combat[2].
- Kh-25ML-UD : Missile fonctionnel d'entraînement[2].
- Kh-25ML-UR : Missile de formation[2].

## Utilisateurs
- Union soviétique : actuellement la  Russie.
- Algérie